# Cal Ganxó
Cal Ganxó és un edifici situat als carrers de Pi i Margall i de Begur de Palafrugell (Baix Empordà), inclòs a l'Inventari del Patrimoni Arquitectònic de Catalunya.

## Història
Va ser construït per Pere Brias Torrent entre els anys 1897 i 1898 per a Joan Reig Bonany, comerciant de suro, que la va ocupar durant la primera dècada del segle xx. El 1912, a través d'una subhasta, va passar a mans de Teresa Torroella i Riera, que el 1920 la vengué a l'empresa Manufactures del Suro per 28.000 pessetes. L'ús industrial d'aquest espai va ser limitat. S'hi pintaren paviments de suro, s'hi feren «cots» (peces per a la indústria tèxtil) i, sobretot, s'utilitzà de magatzem. Mai s'hi feren grans obres per adaptar-lo a un ús industrial, cosa que ha permès que l'edifici hagi arribat als nostres dies pràcticament amb la seva estructura original.

## Descripció
Edifici aïllat de grans dimensions, de planta baixa i dos pisos. La façana principal, al carrer de Pi i Margall, es divideix en tres crugies, reflectides exteriorment per bandes verticals que imiten encoixinat i en tres pisos separats per línies d'imposta. Presenta una distribució simètrica de les obertures; a la planta baixa hi ha, centrada, una gran porta d'arc carpanell, i una finestra rectangular a cada banda. A la part superior de cada finestra hi ha una senzilla decoració en forma de frontó. Al primer pis hi ha tres balcons rectangulars amb barana de ferro, el del centre amb més volada; els laterals tenen motllura guardapols senzilla i el central una motllura sobresortint sostinguda per cartel·les i amb relleus decoratius de tipus clàssic. El segon pis és dividit verticalment per petites pilastres que defineixen espais rectangulars, ocupats bé per finestres rectangulars, bé per esgrafiats de temàtica floral. Per damunt hi ha un fris decoratiu que sosté el ràfec. Les façanes laterals presenten una tipologia similar, encara que més senzilla.